# Детективът на смъртно легло
„Детективът на смъртно легло“ (на английски: The Adventure of the Dying Detective) е разказ на писателя Артър Конан Дойл за известния детектив Шерлок Холмс. Включен е в сборника „Преди да падне завесата“, публикуван през 1917 година.

## Сюжет
Внимание:  Текстът по-долу разкрива сюжета на произведението (или части от него)!
Уотсън научава, че Шерлок Холмс е тежко болен, и веднага отива на „Бейкър Стрийт“, за да прегледа на пациента. Госпожа Хъдсън му каза, че Холмс е в леглото от три дни, и че той не яде и не пие. В разговора си с Холмс, Уотсън вижда, че приятеля му е много изтощен и измъчен, и има странно поведение. Холмс предполага, че се е разболял, докато е работил по доковете сред китайските моряци, и че това може да свърши зле. Уотсън се опитва да прегледа Холмс, но той категорично му забранява да направи това, защото според него болестта е изключително заразна и се предава чрез докосване. Когато Уотсън тръгва да доведе добре известен експерт по ориенталски болести, Холмс скача от леглото и заключва вратата за стаята, обещавайки на Уотсън най-скоро да го пусне. Когато Холмс заспива, Уотсън отбелязва, че на рафта има кутията от слонова кост с плъзгащо се капаче. Той се протяга да отвори кутията, но бива спрян от дивия вик на Холмс, който му забранява дори докосва този кутия.
След това, Холмс моли Уотсън да доведе при него някой си Кълвъртън Смит, който разбирал от тази странна болест. Изненадан Уотсън отива на улицата, за да хване такси и да отиде при този Смит. В този момент към Уотсън идва инспекторът от полицията Мортън, който го пита за здравето на Холмс.
Първоначално Уотсън е приет грубо. Но когато Уотсън казва на Смит за състоянието на Холмс, и го моли да дойде веднага да изследва пациента, Смит се съгласява да дойде след няколко часа. Уотсън се връща бързо на Бейкър Стрийт, и Холмс го моли да се скрие зад леглото, докато Холмс и Смит ще разговарят.
Пристигналият по-късно Смит подигравателно разпитва Холмс за здравето му. Холмс разказва за симптомите на болестта си на Смит, и след това Смит го пита дали Холмс е получил кутия от слонова кост. Холмс е изненадан, че Смит знае за кутията, и признава, че я е отворил и се е одрал в някаква пружина. Триумфиращ Смит заявява, че той е изпратил кутията, и че пружината е била заразена от някаква неизлечима източна болест, и че Холмс съвсем скоро ще умре. Оказва се, че Холмс е заподозрял Смит в убийството на племенника си Виктор Савидж, който е починал внезапно от мистериозно източно заболяване. Осъзнавайки, че Холмс ще умре, Смит цинично потвърждава предположението на Холмс.
Отслабналият Холмс моли Смит да включи максимално газената лампа, която ярко осветява стаята, и изведнъж Холмс започва да говори с обичайния си глас и се изправя на крака. Внезапно в стаята връхлита инспектор Мортън и арестуван Смит за убийството на Виктор Савидж и за опит за убийство на Холмс. А като свидетел трябва да се яви скрилия се доктор Уотсън. За да изглежда всичко истинско Холмс е използвал грим и в продължение на три не е ял нищо.

## Коментар
Специалистите по тропически и източни болести предполагат, че Холмс е имитирал заболяване от мелиоидоза.
Според разговора на Холмс с Уотсън случката се е състояла през 1889 г. (втората година от брака на Уотсън).

## Екранизации
Първата екранизация на разказа е през 1921 г. с участието на Ейли Норууд в ролята на Холмс, и Хюбърт Уилис като Уотсън.
През 1951 г. в ролята на Холмс е Алън Уитли, а в ролята на Уотсън е Реймънд Франсис.
През 1994 г. в сериала „Мемоарите на Шерлок Холмс“ са Джеръми Брет като Холмс и Едуард Хардуик като Уотсън.